# Comuna Kalne, Zboriv
Kalne (în ucraineană Кальне) este o comună în raionul Zboriv, regiunea Ternopil, Ucraina, formată din satele Jabînea și Kalne (reședința).

## Demografie
Componența lingvistică a comunei Kalne
     Ucraineană (99,81%)
     Alte limbi (0,19%)
Conform recensământului din 2001, majoritatea populației comunei Kalne era vorbitoare de ucraineană (99,81%), existând în minoritate și vorbitori de alte limbi.